# タイ新聞記者協会
タイ新聞記者協会（タイ語:สมาคมนักหนังสือพิมพ์แห่งประเทศไทย）はタイ王国新聞記者の職能団体。1965年3月2日設立。2000年3月2日に、タイ報道記者協会（สมาคมนักข่าวแห่งประเทศไทย）と組織統合してタイ・ジャーナリスト協会を設立。ただし、現「タイ・ジャーナリスト協会」を「タイ新聞記者協会」と訳すことがある。

## 会長
1. チャルーム・ウティコーシット （เฉลิม วุฒิโฆสิต 1965年-1966年、 1969年‐1970年）
2. サティヤン・パンタランシー （เสฐียร พันธรังษี 1967年-1968年）
3. プラシット・ルリターノン （ประสิทธิ์ ลุลิตานนท์ 1971年-1972年）-バンコク・ポスト創始者
4. セーム・エーカチャイ （เสริมศรี เอกชัย　1973年-1974年、1977年）
5. チョート・マニーノーイ （โชติ มณีน้อย 1975年-1976年）
6. ソムブーン・ウォンポン （สมบูรณ์ วรพงษ์ 1978年-1979年）- タイ・ラット元編集長
7. ギッティ・チューピニット （กิตติ ชูพินิจ 1980年-1981年）
8. ポーヂャイ・チャヤウェーン（พอใจ ชัยะเวฬุ 1982年‐1983年）
9. スパギヤット・ターラナグン （ศุภเกียรติ ธารณกุล 1984年‐1985年、1995年‐1996年）‐タイ・ラット紙経済記者
10. トライラット・スントンプラパット （ไตรรัตน์ สุนทรประภัสสร์ 1986年‐1987年）
11. バンディット･ラットワッタナターニン （บัณฑิต รัชวัฒนะธานินทร์） 1988年‐1987年、1991年‐1992年
12. チャオ・ループテーウィン（เชาว์ รูปเทวินทร์ 1990年）
13. スティン・ガーンヂョンパイブーン （สุทิน กาญจนไพบูลย์） 1993年‐1994年）
14. サマーン・スットトー （สมาน สุดโต 1997年）‐バンコク・ポスト
15. スワット・トーンタナーグン （สุวัฒน์ ทองธนากุล 1998年‐1999年）